# 世俗音樂
世俗音乐是一个西方音乐的名词，专指在欧洲中世纪文艺复兴时期与圣乐（宗教音乐）相对的音乐创作。在文艺复兴时期的音乐家写了不少世俗音乐，与当时的教会通过普通法法规要求专注于圣乐创作的指引相违背。世俗音乐的内容包括了情歌、政治讽刺、舞曲及戏曲。相对于圣乐的各种大型乐器，世俗音乐采用了鼓、竖琴、手风琴及风笛等各种更方便携带的小型乐器，以使乐师能够携带乐器作巡回演奏。